# 迪雅·汗
迪雅·汗（1977年8月7日—）是一名挪威電影女导演和人权活动家。她的父親是一名來自巴基斯坦的旁遮普人，母亲則是一名阿富汗普什圖人。
她出道作品是2012年伊朗電影
《Banaz a Love Story》並因此榮獲2013年艾美奖的最佳外語影片獎（Best International Current Affairs Film）及皮博迪獎。

## 外部連結
- 迪雅·汗在互联网电影资料库（IMDb）上的資料（英文）